# Jump, Jump (DJ Tomekk kommt)
Jump, Jump (DJ Tomekk kommt) ist ein Lied des polnisch-deutschen Hip-Hop-DJs und Musikproduzenten DJ Tomekk, das er gemeinsam mit den deutschen Rappern Fler und G-Hot aufnahm. Der Song ist die erste Singleauskopplung seines dritten Studioalbums Numma Eyns und wurde am 3. Juli 2005 veröffentlicht.

## Inhalt
| Liedteil   | Künstler  |
| Intro      | Fler      |
| Refrain    | Fler      |
| 1. Strophe | Fler      |
| 2. Strophe | G-Hot     |
| Bridge     | Fler      |
| Outro      | DJ Tomekk |

Jump, Jump ist ein typischer Partysong, der den Hörer zum Feiern und Tanzen animiert. Inhaltlich glorifizieren sich die Interpreten selbst. So rappt Fler im Refrain und in der ersten Strophe über seinen Erfolg mit dem Album Neue Deutsche Welle und dass seine Musik nun jeden Tag im Radio, Fernsehen oder Club zu hören sei. Wer dagegen zu dem Song nicht tanze, sei ein „Opfer“ und solle nachhause gehen. In der zweiten Strophe rappt G-Hot über sein Ansehen bei Frauen und die Aufmerksamkeit, die er dank seines Erfolgs von ihnen und anderen Fans bekomme. Im Outro kündigt DJ Tomekk schließlich sein neues Album an, das „besser als je zuvor“ sei.

## Produktion
Das Lied wurde von DJ Tomekk in Zusammenarbeit mit Mr. Hunter und Thomas Schmidt produziert. Dafür nutzten sie ein Sample des Songs Jump von dem US-amerikanischen Rap-Duo Kris Kross aus dem Jahr 1992. Auch der Refrain ist an dieses Lied angelehnt.

## Musikvideo
Bei dem zu Jump, Jump (DJ Tomekk kommt) gedrehten Musikvideo führten Specter Berlin und Daniel Harder Regie. Es zählt zu den damals aufwendigsten und teuersten Videos im 
deutschen Hip-Hop.
Das Video beginnt mit den Rappern Sido und Harris, damalige Kollegen von Fler bei Aggro Berlin, die im Cockpit eines Flugzeugs sitzen und kiffen. Hinten im Flugzeug sitzt DJ Tomekk, der mit Fler telefoniert und ihm sagt, dass er schon mal mit der Party beginnen soll und er gleich da sei. Anschließend beginnt Fler im Club auf der Bühne zu rappen, während DJ Tomekk sich einen Fallschirm anlegt und aus dem Flugzeug springt. Kurz darauf landet er nach dem Fallschirmflug mitten im Club und legt die Musik bei den Turntables auf. Während Fler und G-Hot in der Menschenmenge rappen, sind Cheerleader, Breakdancer und leicht-bekleidete Frauen zu sehen, die tanzen. Außerdem befinden sich u. a. die Rapper Tony D und B-Tight, damals ebenfalls bei Aggro Berlin, unter den Partygästen. Am Ende wird nochmal das Flugzeug gezeigt, in dem Sido und Harris weiterhin planlos durch die Nacht fliegen.

## Single

### Covergestaltung
Das Singlecover zeigt im oberen Teil das Logo von DJ Tomekk sowie die Schriftzüge DJ Tomekk und Feat. Fler / Intr. G-Hot in Gelb bzw. Schwarz. Zentral befindet sich in großen weißen Buchstaben der Titel Jump Jump und am unteren Bildrand steht nochmals der vollständige Titel Jump Jump (DJ Tomekk kommt) in Schwarz auf gelbem Grund.

### Titelliste
Version 1
1. Jump, Jump (DJ Tomekk kommt) (Video-Version) – 3:05
2. Jump, Jump (DJ Tomekk kommt) (Instrumental) – 2:59
3. Jump, Jump (DJ Tomekk kommt) (Partybreak) – 2:55
4. Jump, Jump (DJ Tomekk kommt) (Raggaton Remix) – 3:43
5. Jump, Jump (DJ Tomekk kommt) (Acapella) – 3:06

Version 2
1. Jump, Jump (DJ Tomekk kommt) (Video-Version) – 3:05
2. Jump, Jump (DJ Tomekk kommt) (Instrumental) – 2:59
3. Nummaeins ist zurück – 8:06
4. Jump, Jump (DJ Tomekk kommt) (Partybreak) – 6:42

### Chartplatzierungen
Jump, Jump stieg am 18. Juli 2005 auf Platz 3 in die deutschen Charts ein, den es vier Wochen lang belegte. Insgesamt konnte es sich 16 Wochen in den Top 100 halten. Auch in Österreich und der Schweiz erreichte der Song die Charts und belegte Rang 17 bzw. 25.
| ChartsChartplatzierungen | Höchstplatzierung | Wochen |
| ------------------------ | ----------------- | ------ |
| Deutschland (GfK)        | 3 (16 Wo.)        | 16     |
| Österreich (Ö3)          | 17 (16 Wo.)       | 16     |
| Schweiz (IFPI)           | 25 (9 Wo.)        | 9      |

| ChartsJahrescharts (2005) | Platzierung |
| ------------------------- | ----------- |
| Deutschland (GfK)         | 45          |